# نشر گازهای گلخانه‌ای در کشاورزی
کشاورزی از طریق انتشار گازهای گلخانه‌ای و با تبدیل زمین‌های غیرکشاورزی مانند جنگل‌ها به زمین‌های کشاورزی به تغییرات آب و هوایی و گرمایش جهانی کمک می‌کند. در سال ۲۰۱۹ میلادی، هیئت بین‌دولتی تغییر اقلیم (IPCC) گزارش داد که ۱۳ تا ۲۱ درصد از گازهای گلخانه‌ای انسانی به‌طور خاص از بخش کشاورزی، جنگل‌داری و سایر کاربری‌های زمین (Agriculture, Forestry, and Other Land Uses Sector (AFOLU)) ناشی شده‌است. انتشار گازهای گلخانه‌ای نیتروز اکسید، متان و دی‌اکسید کربن نیمی از گازهای گلخانه‌ای تولید شده توسط کل صنایع غذایی یا ۸۰ درصد از انتشارات بخش کشاورزی را تشکیل می‌دهد. دامپروری منبع اصلی انتشار گازهای گلخانه‌ای است.
ساختار غذایی کشاورزی مسئول مقدار قابل توجهی از انتشار گازهای گلخانه‌ای است. کشاورزی علاوه بر اینکه استفاده‌کننده قابل توجهی از زمین و مصرف‌کننده سوخت فسیلی است، مستقیماً به انتشار گازهای گلخانه‌ای از طریق اقداماتی مانند تولید برنج و پرورش دام کمک می‌کند. سه عامل اصلی افزایش گازهای گلخانه‌ای مشاهده شده در ۲۵۰ سال گذشته سوخت‌های فسیلی، کاربری زمین و کشاورزی بوده‌است. دستگاه گوارش حیوانات مزرعه را می‌توان به دو دسته تقسیم کرد: حیوانات تک‌معده‌ای و حیوانات نشخوارکننده. گاوهای نشخوارکننده پرورش داده شده برای گوشت گاو و لبنیات رتبه بالایی در انتشار گازهای گلخانه‌ای دارند. تک معده‌ها، یا خوک و غذاهای مربوط به طیور، گازهای گلخانه‌ای کمتری دارند. مصرف غذایی انواع حیوانات تک معده ممکن است انتشار گاز گلخانه‌ای کمتری برای زمین داشته باشند. حیوانات تک معده دارای راندمان تبدیل غذایی بالاتری هستند و همچنین متان زیادی تولید نمی‌کنند.
استراتژی‌های زیادی وجود دارد که می‌توان برای کمک به کاهش اثرات و تولید بیشتر گازهای گلخانه‌ای استفاده کرد. به این استراتژی‌ها کشاورزی هوشمند آب و هوایی (به انگلیسی: climate-smart agriculture) نیز گفته می‌شود. برخی از این استراتژی‌ها شامل بهره‌وری بالاتر در دامپروری است که شامل مدیریت و همچنین استفاده از فناوری می‌شود. فرایند مؤثرتر مدیریت کود؛ وابستگی کمتر به سوخت‌های فسیلی و منابع تجدید ناپذیر؛ تغییر در مدت زمان خوردن و آشامیدن حیوانات، تغییرات در زمان و مکان غذاخوری، و کاهش در تولید و مصرف غذاهای حیوانی. مجموعه‌ای از سیاست‌ها ممکن است انتشار گازهای گلخانه‌ای از بخش کشاورزی را برای یک سیستم غذایی پایدار کاهش دهد.

## بررسی اجمالی
فعالیت‌های کشاورزی گازهای گلخانه ای دی‌اکسید کربن، نیتروز اکسید و متان را منتشر می‌کنند.

### انتشار دی‌اکسید کربن
انتشار دی‌اکسید کربن از چیزهایی مانند خاکورزی مزارع، کاشت محصولات، و حتی ارسال محصولات یا مواد غذایی کشت شده به بازارها برای کسب درآمد ناشی می‌شود. انتشار دی‌اکسید کربن مربوط به کشاورزی حدود ۲۴ درصد از انتشار گازهای گلخانه‌ای جهانی را تشکیل می‌دهد. برای کمک به کاهش انتشار دی‌اکسید کربن، اقدامات مزرعه مانند کاهش خاک ورزی، کاهش زمین خالی، بازگرداندن بقایای زیست توده محصول به خاک و افزایش استفاده از محصولات پوششی می‌تواند ترویج شود.

### انتشار متان

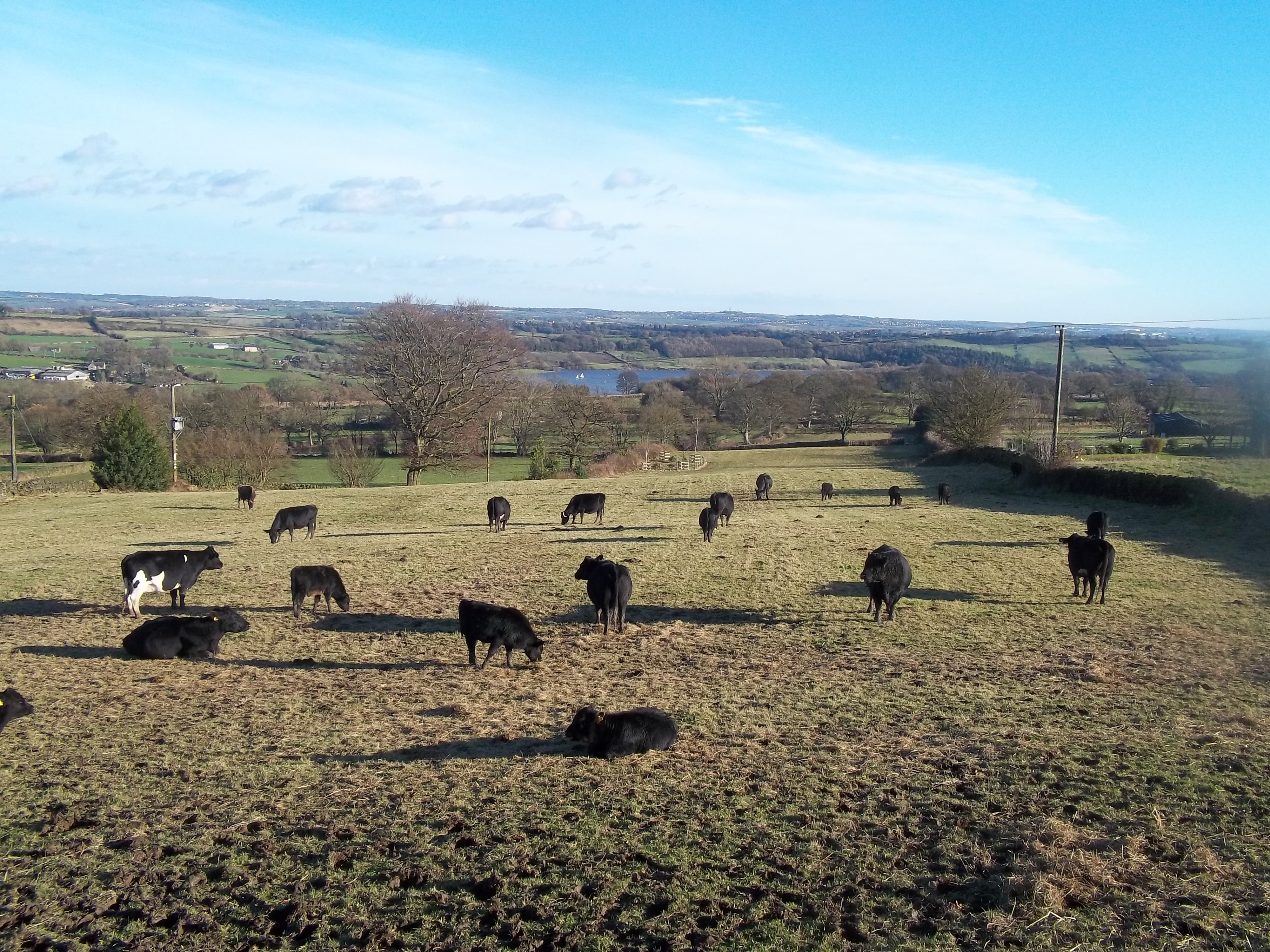
یک مزرعه دامداری.

### انتشار نیتروز اکسید

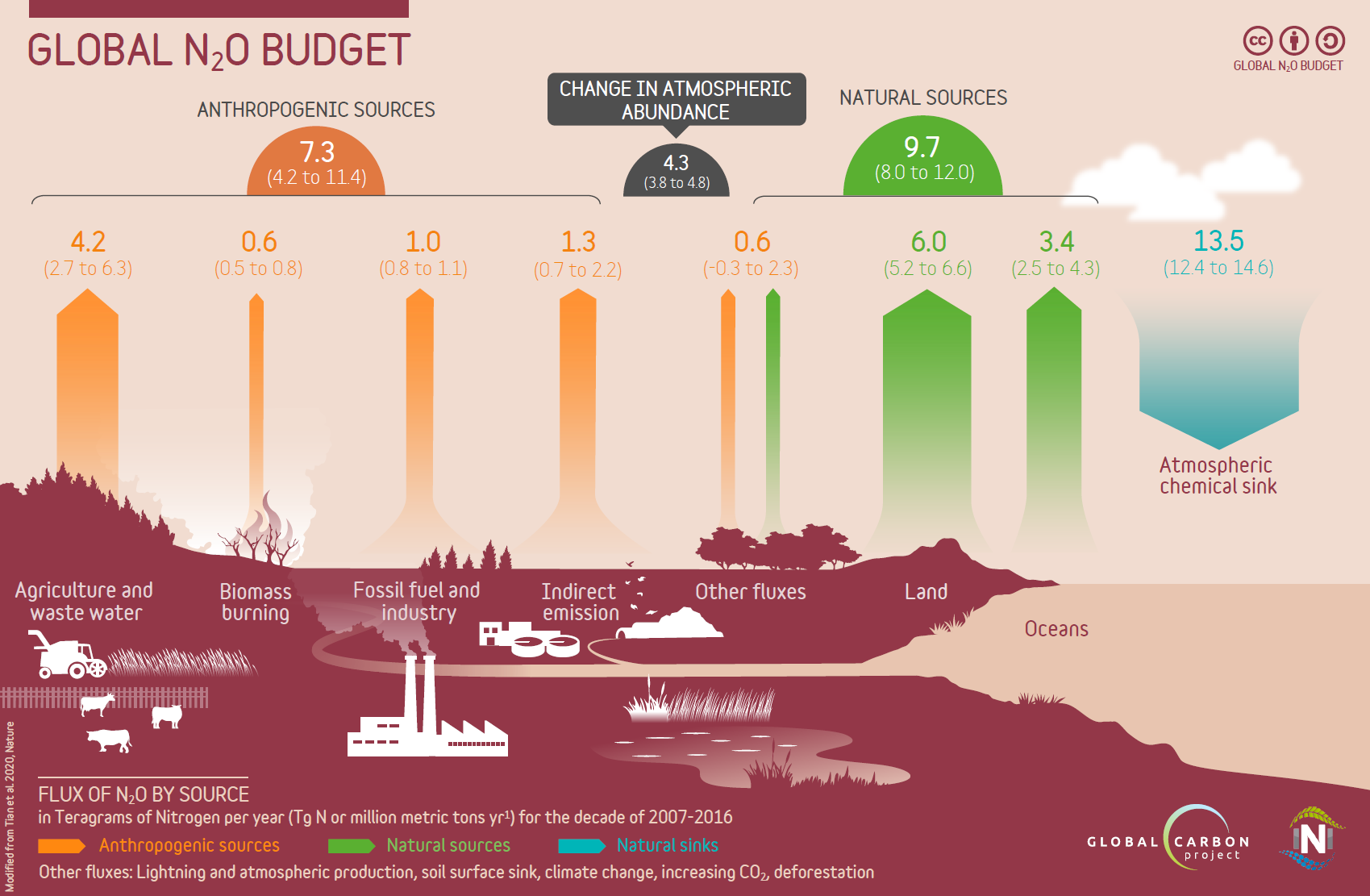
بودجه جهانی نیتروز اوکسید

انتشار نیتروز اکسید ناشی از افزایش استفاده از کودهای مصنوعی و آلی است. کودها تولید محصول را افزایش می‌دهند و به محصولات اجازه می‌دهند تا با سرعت بیشتری رشد کنند. انتشار نیتروز در کشاورزی شامل ۶ درصد از انتشار گازهای گلخانه‌ای در ایالات متحده است و از سال ۱۹۸۰ میلادی، غلظت آن ۳۰ درصد افزایش یافته‌است. با اینکه ممکن است بنظر آید که ۶ درصد نقش کمرنگی دارد اما هر پوند نیتروز اکسید ۳۰۰ برابر قدرتمندتر از انتشار دی‌اکسید کربن است و مدت زمان ماندگاری آن حدود ۱۲۰ سال می‌باشد. شیوه‌های مدیریتی مختلف مانند حفظ آب از طریق آبیاری قطره ای، نظارت بر مواد مغذی برای جلوگیری از کوددهی بیش از حد، و استفاده از یک محصول پوششی به جای استفاده از کود ممکن است به کاهش سطح انتشار اکسید نیتروژن کمک کند.

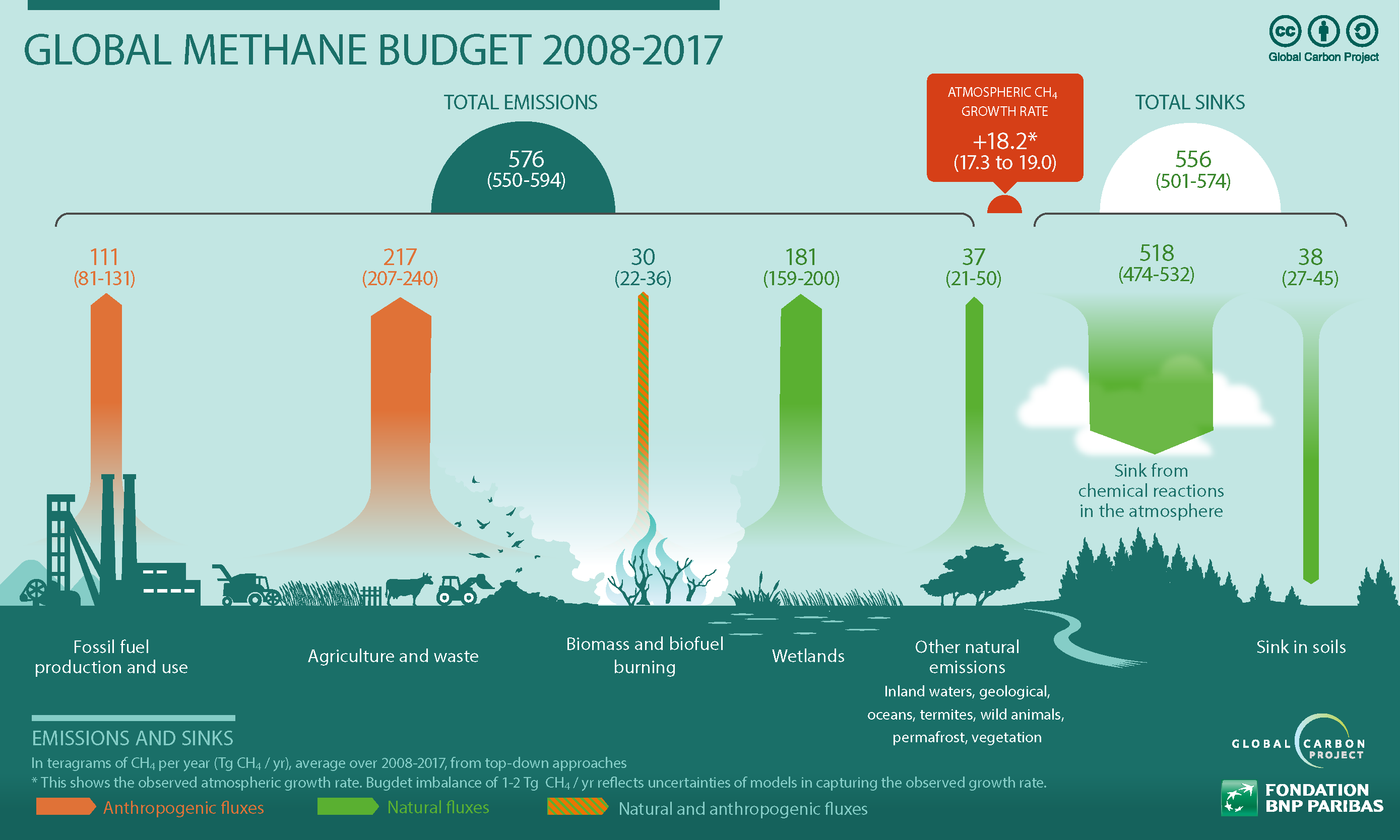
بودجه جهانی متان

## کاربری زمین

سهم عمده ای در تغییر کاربری زمین در انتشار گازهای گلخانه‌ای توسط آمریکای لاتین، آسیای جنوب شرقی، آفریقا و جزایر اقیانوس آرام صورت گرفته‌است. مساحت مستطیل‌ها کل انتشار را برای آن منطقه نشان می‌دهد.

## دامداری
دام و فعالیت‌های مرتبط با دام مانند جنگل زدایی و شیوه‌های کشاورزی با مصرف سوخت فزاینده مسئول بیش از ۱۸٪ از انتشار گازهای گلخانه‌ای ساخته شده توسط انسان هستند، از جمله:
- ۹ درصد از انتشار دی‌اکسید کربن جهانی
- ۳۵ تا ۴۰ درصد از انتشار جهانی متان (عمدتا به دلیل Enteric fermentation و کود دامی)
- ۶۴ درصد از انتشار جهانی نیتروز اکسید (عمدتاً به دلیل استفاده از کود.)[۲۲]

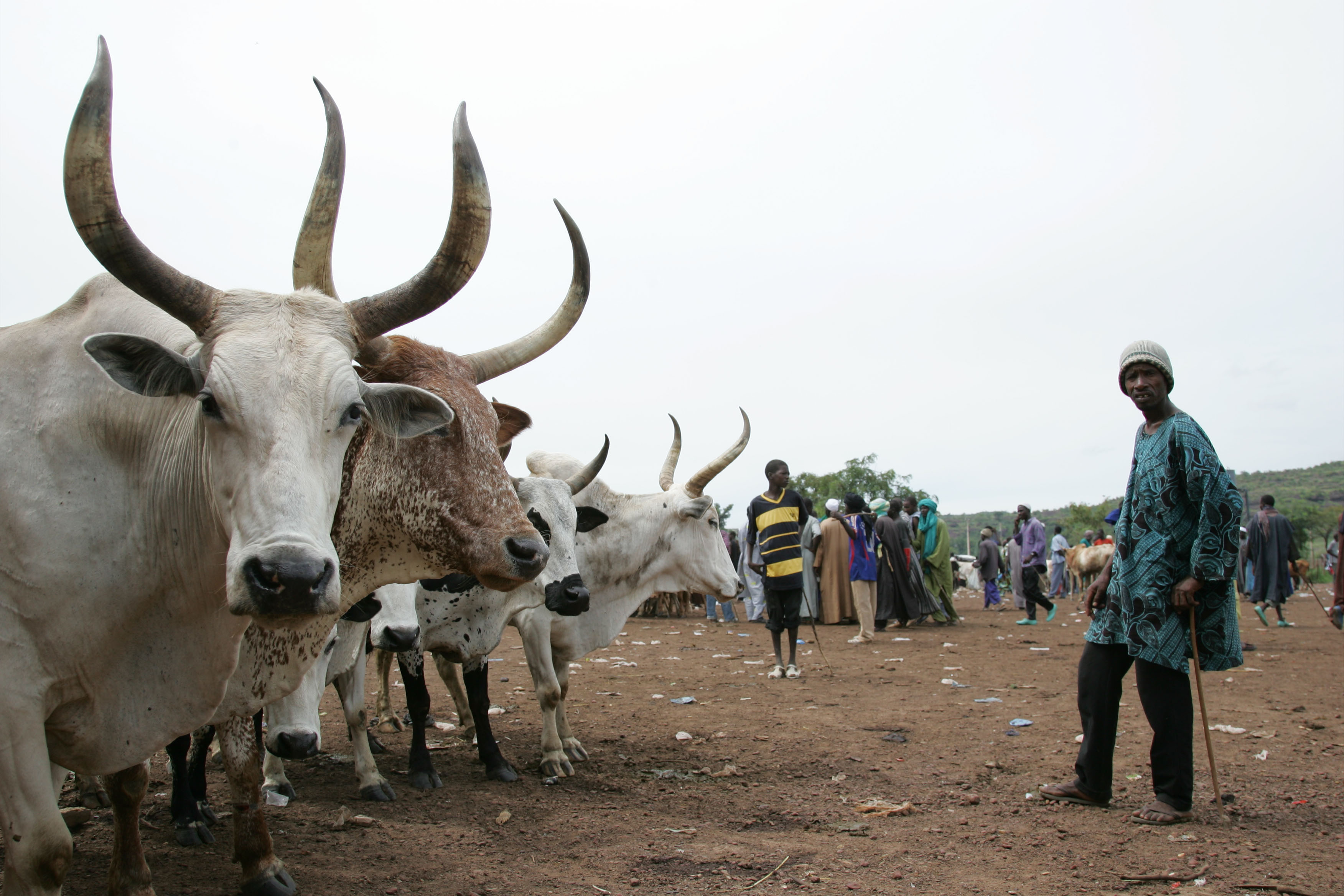
بازار دام نیامانا

فعالیت‌های دامداری نیز به‌طور نامتناسبی به اثرات کاربری زمین کمک می‌کند، زیرا محصولاتی مانند ذرت و یونجه به منظور تغذیه حیوانات کشت می‌شوند.

## برآوردهای جهانی

طبق گزارش IPCC AR5، انتشار جهانی گازهای گلخانه‌ای به بخش‌های مختلف اقتصادی نسبت داده می‌شود. ۳/۴ انتشار گازهای گلخانه‌ای به‌طور مستقیم تولید می‌شود، در حالی که ۱/۴ توسط تولید برق و گرما تولید می‌شود که این بخش را پشتیبانی می‌کند.

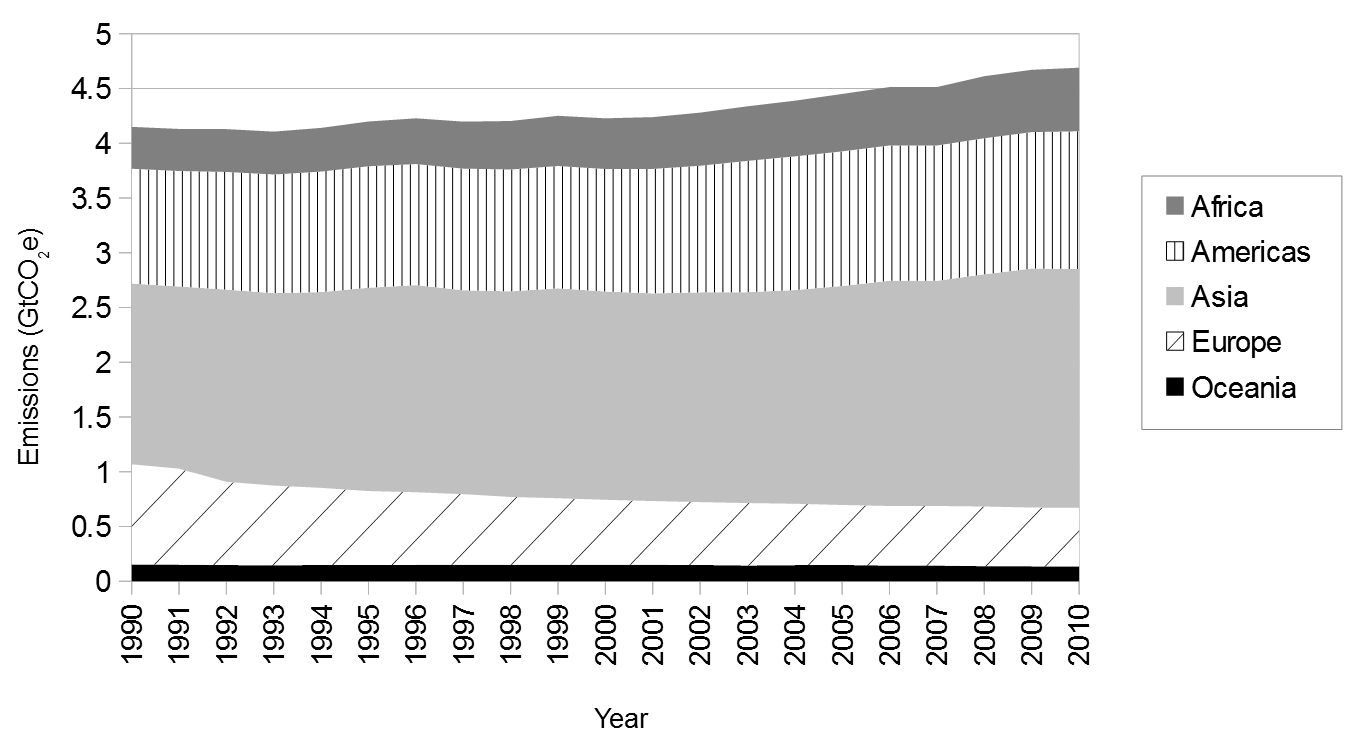
انتشار گازهای گلخانه‌ای از کشاورزی، بر اساس منطقه، ۱۹۹۰–۲۰۱۰

در سال ۲۰۱۹ میلادی، IPCC گزارش داد که ۱۳ تا ۲۱ درصد از گازهای گلخانه‌ای انسانی به‌طور خاص از بخش کشاورزی، جنگلداری و سایر کاربری‌های زمین (AFOLU) وارد شده‌است. انتشار گازهای گلخانه‌ای اکسید نیتروژن، متان و دی‌اکسید کربن نیمی از گازهای گلخانه‌ای تولید شده توسط کل صنایع غذایی یا ۸۰ درصد از انتشارات کشاورزی را تشکیل می‌دهد.
در سال ۲۰۲۰ میلادی، تخمین زده شد که سیستم غذایی به‌طور کلی ۳۷٪ از کل انتشار گازهای گلخانه‌ای را تشکیل می‌دهد و این رقم به دلیل رشد جمعیت و تغییر رژیم غذایی تا سال ۲۰۵۰ میلادی ۳۰ تا ۴۰٪ افزایش می‌یابد.

### تخمین‌های قدیمی تر
در سال ۲۰۱۰ میلادی، کشاورزی، جنگلداری و تغییر کاربری اراضی تخمین زده شد که ۲۰ تا ۲۵ درصد از انتشار سالانه جهانی را شامل می‌شود.